# Szabados Ede
Szabados Ede (Arad, 1867 – Szatmárnémeti, 1930. február 15.) erdélyi magyar költő, műfordító.

## Életútja, munkássága
A kolozsvári egyetemen szerzett magyar–német szakos tanári oklevelet (1891), ezután haláláig a szatmári Református Főgimnázium tanára.
Versekkel egyetemi hallgató korában jelentkezett az Arad és Vidéke hasábjain, később a Szatmári Hírlap, Új Szatmár, valamint más vidéki városok (Debrecen, Kolozsvár, Miskolc) lapjai közölték mintegy másfélszáz versét és közel száz műfordítását. Főként franciából, németből és angolból, de románból és oroszból is fordított. A költészettől eredetiséget várt, az újabb irányzatokat azonban értetlenül szemlélte. Öt gyűjteményes füzetet kitevő irodalmi hagyatékát – közel 450 vers és 300 műfordítás – a szatmári Történelmi Múzeum őrzi.

## Művei
- Szoknyás hősök (operett, Borsay Samu zeneszerzővel, bemutatója Kolozsváron)
- Virradó (népszínmű, uo. 1895; bemutatója Szatmárnémetiben)